# The Adventure of the Norwood Builder
The Adventure of the Norwood Builder(O Construtor de Norwood) é um conto de Arthur Conan Doyle protagonizado por Sherlock Holmes e Dr. Watson, foi publicado pela primaira vez na Collier’s Weekly, em Outubro de 1903,
com 7 ilustrações de Frederic Dorr Steele, e em Novembro do mesmo ano na Strand Magazine com 7 ilustrações de Sidney Paget. 

## Enredo

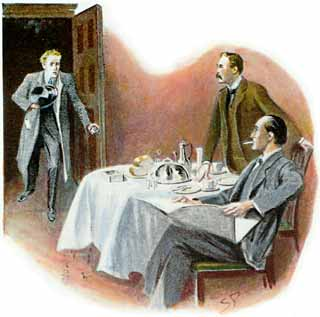
John McFarlane é o cliente de Holmes neste conto.

John Hector McFarlane, é um homem acusado de assassinar Jonas Oldacre e queimar seus restos mortais, McFarlane é um advogado que foi chamado por Oldacre para fazer-lhe um novo testamento, no qual estava incluído. Por volta da meia noite Oldacre foi assassinado em sua casa em Norwood com a bengala do advogado, que se torna o principal suspeito. Mas Sherlock Holmes está convencido da inocência de McFarlane, e terá de enfrentar as provas irrefutáveis de Lestrade para resolver brilhantemente mais este caso. 

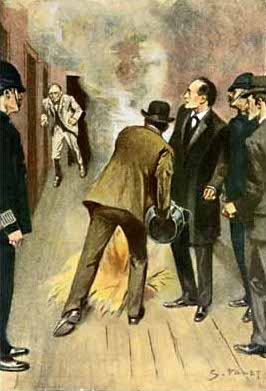
Sherlock Holmes prova que Oldacre está vivo.

O detetive após muitas investigações consegue provar que Oldacre nunca morreu, combinando com Watson e Lestrade, o detetive simula um incêndio na casa de Oldacre, e de repente a suposta vítima do assassinato, apareceu viva na frente de todos os presentes, causando surpresa no leitor e em todos os presentes.